# Stenoscyphus inabai
Stenoscyphus inabai är en nässeldjursart som först beskrevs av Kamakiche Kishinouye 1893.  Stenoscyphus inabai ingår i släktet Stenoscyphus och familjen Lucernariidae. Inga underarter finns listade i Catalogue of Life.